# قانون تابعیت کامبوج
قانون تابعیت کامبوج (انگلیسی: Cambodian nationality law) مشخص می‌کند بر اساس قانون تابعیت ۱۹۹۶، چه کسی شهروند کامبوج است. به‌طور معمول، شهروندی کامبوج به واسطهٔ تبار (افرادی که هنگام تولد، دست کم یکی از والدین او از قوم خمر باشد) یا اعطاء تابعیت به دست می‌آید. شهروندی را می‌توان از طریف سرمایه‌گذاری کسب و کار و هبه بدست آورد. داشتن تابعیت مضاعف مجاز می‌باشد، اگرچه ممکن است افراد دو تابعیتی هنگام جریان دادرسی مانند شهروند کامبوج در نظر گرفته شوند.